# 2009-es Formula–1 maláj nagydíj
A maláj nagydíj volt a 2009-es Formula–1 világbajnokság második futama, amelyet 2009. április 3. és április 5. között rendeztek meg a malajziai Sepang International Circuit-en, Kuala Lumpurban.
A nagydíjon a 2009-es újonc Brawn GP megszerezte zsinórban második pole-pozícióját, Jenson Button révén.

## A nagydíj előtt

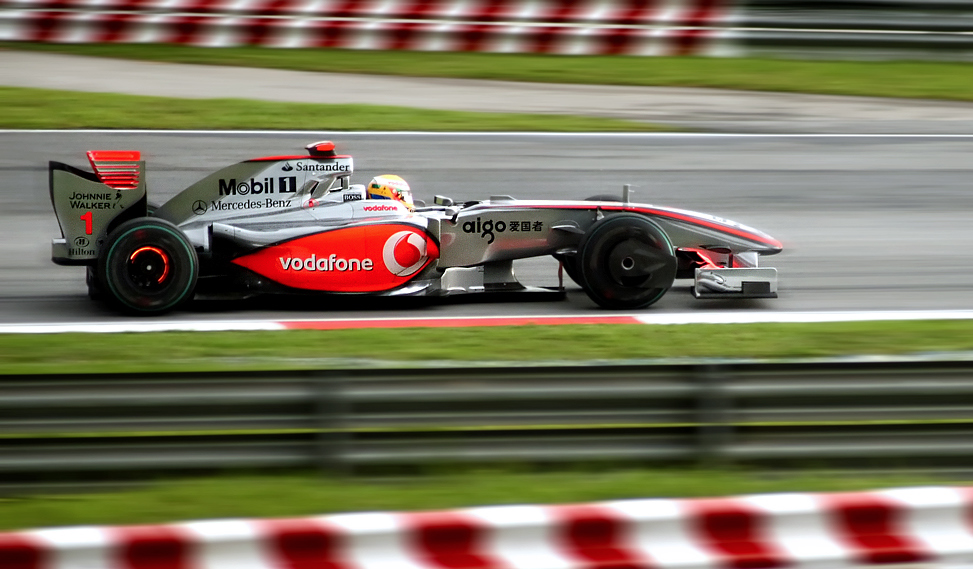
Hamiltont kizárták az ausztrál nagydíjon

A maláj nagydíj csupán egy héttel követi az idénynyitó ausztrál nagydíjat. Ez idő alatt többször is módosult a világbajnoki tabella, mivel előbb elvették, majd visszaadták Jarno Trulli Ausztráliában elért harmadik helyét, míg Lewis Hamiltont utólag kizárták.

Az ausztrál nagydíjon történteknek köszönhetően Sebastian Vettel 10 rajthellyel hátrábbról kezdheti a maláj nagydíjat, mint az időmérő edzésen elért eredménye, mert balesetet okozott Robert Kubicával szemben. A rajtbüntetést kapottakhoz a pénteki szabadedzések során Rubens Barrichello is csatlakozott, akinek az autójában sebességváltót cseréltek.

A maláj nagydíj edzéseit és futamát – a jobb közvetíthetőség érdekében – a korábbi évek gyakorlatától eltérően későbbi időpontban rendezik, a verseny helyi idő szerint 17 órakor rajtol. A versenyzők a nagydíj előtt aggodalmukat fejezték ki, hogy a verseny végén az alacsonyan álló nap miatt rosszak lesznek a látási viszonyok.

## Szabadedzések

### Első szabadedzés
A maláj nagydíj első szabadedzését április 3-án, pénteken délelőtt tartották, közép-európai idő szerint 04:00 és 05:30 óra között. Az első két helyet a Williams versenyzői, Nico Rosberg és Nakadzsima Kadzuki szerezték meg, mögöttük a Brawn GP autói végeztek, Jenson Button, Rubens Barrichello sorrendben.
| Helyezés | Versenyző            | Csapat/Motor         | Elért idő | Különbség | Futott kör |
| -------- | -------------------- | -------------------- | --------- | --------- | ---------- |
| 1        | Nico Rosberg         | Williams-Toyota      | 1:36.260  | –         | 27         |
| 2        | Nakadzsima Kazuki    | Williams-Toyota      | 1:36.305  | + 0.045   | 25         |
| 3        | Jenson Button        | Brawn-Mercedes       | 1:36.430  | + 0.170   | 20         |
| 4        | Rubens Barrichello   | Brawn-Mercedes       | 1:36.487  | + 0.227   | 22         |
| 5        | Felipe Massa         | Ferrari              | 1:36.561  | + 0.301   | 21         |
| 6        | Kimi Räikkönen       | Ferrari              | 1:36.646  | + 0.386   | 18         |
| 7        | Lewis Hamilton       | McLaren-Mercedes     | 1:36.699  | + 0.439   | 16         |
| 8        | Mark Webber          | Red Bull-Renault     | 1:36.703  | + 0.443   | 23         |
| 9        | Sebastian Vettel     | Red Bull-Renault     | 1:36.747  | + 0.487   | 25         |
| 10       | Timo Glock           | Toyota               | 1:36.980  | + 0.720   | 27         |
| 11       | Jarno Trulli         | Toyota               | 1:36.982  | + 0.722   | 26         |
| 12       | Giancarlo Fisichella | Force India-Mercedes | 1:37.025  | + 0.765   | 20         |
| 13       | Robert Kubica        | BMW Sauber           | 1:37.039  | + 0.779   | 18         |
| 14       | Nelson Piquet Jr.    | Renault              | 1:37.199  | + 0.939   | 20         |
| 15       | Adrian Sutil         | Force India-Mercedes | 1:37.241  | + 0.981   | 18         |
| 16       | Fernando Alonso      | Renault              | 1:37.395  | + 1.135   | 12         |
| 17       | Sébastien Buemi      | Toro Rosso-Ferrari   | 1:37.634  | + 1.374   | 22         |
| 18       | Nick Heidfeld        | BMW Sauber           | 1:37.640  | + 1.380   | 17         |
| 19       | Sébastien Bourdais   | Toro Rosso-Ferrari   | 1:38.022  | + 1.762   | 19         |
| 20       | Heikki Kovalainen    | McLaren-Mercedes     | 1:38.483  | + 2.223   | 7          |

### Második szabadedzés
A maláj nagydíj második szabadedzését április 3-án, pénteken délután futották, közép-európai idő szerint 08:00 és 09:30 óra között. Az első-második helyet a Ferrari versenyzői szerezték meg Kimi Räikkönen, Felipe Massa sorrendben. Harmadik lett a Red Bullos Sebastian Vettel.
| Helyezés | Versenyző            | Csapat/Motor         | Elért idő | Különbség | Futott kör |
| -------- | -------------------- | -------------------- | --------- | --------- | ---------- |
| 1        | Kimi Räikkönen       | Ferrari              | 1:35.707  | –         | 40         |
| 2        | Felipe Massa         | Ferrari              | 1:35.832  | + 0.125   | 38         |
| 3        | Sebastian Vettel     | Red Bull-Renault     | 1:35.954  | + 0.247   | 40         |
| 4        | Nico Rosberg         | Williams-Toyota      | 1:36.015  | + 0.308   | 39         |
| 5        | Mark Webber          | Red Bull-Renault     | 1:36.026  | + 0.319   | 36         |
| 6        | Rubens Barrichello   | Brawn-Mercedes       | 1:36.161  | + 0.454   | 37         |
| 7        | Jenson Button        | Brawn-Mercedes       | 1:36.254  | + 0.547   | 31         |
| 8        | Nakadzsima Kazuki    | Williams-Toyota      | 1:36.290  | + 0.583   | 35         |
| 9        | Heikki Kovalainen    | McLaren-Mercedes     | 1:36.397  | + 0.690   | 40         |
| 10       | Nelson Piquet Jr.    | Renault              | 1:36.401  | + 0.694   | 35         |
| 11       | Lewis Hamilton       | McLaren-Mercedes     | 1:36.515  | + 0.808   | 30         |
| 12       | Jarno Trulli         | Toyota               | 1:36.516  | + 0.809   | 34         |
| 13       | Sébastien Buemi      | Toro Rosso-Ferrari   | 1:36.628  | + 0.921   | 32         |
| 14       | Timo Glock           | Toyota               | 1:36.639  | + 0.932   | 29         |
| 15       | Fernando Alonso      | Renault              | 1:36.640  | + 0.933   | 20         |
| 16       | Adrian Sutil         | Force India-Mercedes | 1:36.875  | + 1.168   | 36         |
| 17       | Robert Kubica        | BMW Sauber           | 1:37.267  | + 1.560   | 38         |
| 18       | Sébastien Bourdais   | Toro Rosso-Ferrari   | 1:37.278  | + 1.571   | 30         |
| 19       | Giancarlo Fisichella | Force India-Mercedes | 1:37.432  | + 1.725   | 27         |
| 20       | Nick Heidfeld        | BMW Sauber           | 1:37.930  | + 2.223   | 37         |

### Harmadik szabadedzés
A maláj nagydíj harmadik szabadedzését április 4-én, szombaton délelőtt tartották, közép-európai idő szerint 08:00 és 09:00 óra között. Az edzést Nico Rosberg nyerte, Mark Webber és Felipe Massa előtt.
| Helyezés | Versenyző            | Csapat/Motor         | Elért idő | Különbség | Futott kör |
| -------- | -------------------- | -------------------- | --------- | --------- | ---------- |
| 1        | Nico Rosberg         | Williams-Toyota      | 1:35.940  | –         | 19         |
| 2        | Mark Webber          | Red Bull-Renault     | 1:36.048  | + 0.108   | 13         |
| 3        | Felipe Massa         | Ferrari              | 1:36.089  | + 0.149   | 13         |
| 4        | Jarno Trulli         | Toyota               | 1:36.132  | + 0.192   | 21         |
| 5        | Timo Glock           | Toyota               | 1:36.189  | + 0.249   | 22         |
| 6        | Sebastian Vettel     | Red Bull-Renault     | 1:36.194  | + 0.254   | 14         |
| 7        | Kimi Räikkönen       | Ferrari              | 1:36.322  | + 0.382   | 14         |
| 8        | Nakadzsima Kazuki    | Williams-Toyota      | 1:36.325  | + 0.385   | 18         |
| 9        | Rubens Barrichello   | Brawn-Mercedes       | 1:36.519  | + 0.579   | 19         |
| 10       | Jenson Button        | Brawn-Mercedes       | 1:36.541  | + 0.601   | 17         |
| 11       | Robert Kubica        | BMW Sauber           | 1:36.563  | + 0.623   | 18         |
| 12       | Lewis Hamilton       | McLaren-Mercedes     | 1:36.657  | + 0.717   | 15         |
| 13       | Heikki Kovalainen    | McLaren-Mercedes     | 1:36.742  | + 0.802   | 13         |
| 14       | Fernando Alonso      | Renault              | 1:37.004  | + 1.064   | 16         |
| 15       | Nick Heidfeld        | BMW Sauber           | 1:37.026  | + 1.086   | 18         |
| 16       | Nelson Piquet Jr.    | Renault              | 1:37.032  | + 1.092   | 18         |
| 17       | Adrian Sutil         | Force India-Mercedes | 1:37.118  | + 1.178   | 18         |
| 18       | Sébastien Buemi      | Toro Rosso-Ferrari   | 1:37.282  | + 1.342   | 17         |
| 19       | Sébastien Bourdais   | Toro Rosso-Ferrari   | 1:37.322  | + 1.382   | 16         |
| 20       | Giancarlo Fisichella | Force India-Mercedes | 1:37.398  | + 1.458   | 19         |

## Időmérő edzés

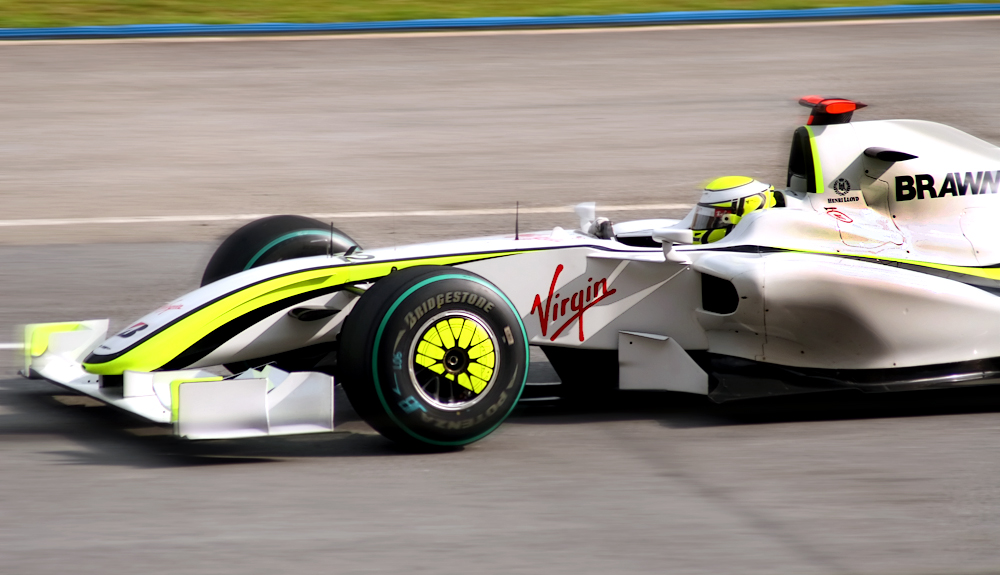
Az első rajtkockát Jenson Button szerezte meg

A maláj nagydíj időmérő edzését április 4-én, szombaton futották, közép-európai idő szerint 11:00 és 12:00 óra között. A Brawn GP ismét pole-pozíciót szerzett Jenson Button révén. A második helyen a Toyota versenyzője, Jarno Trulli végzett, a harmadik Sebastian Vettel azonban rajtbüntetése miatt csak a 13. helyről indulhat a futamon. Helyét a negyedik legjobb időt autózó Timo Glock foglalhatja el.

### Az edzés végeredménye
| Helyezés | Versenyző            | Csapat/Motor         | 1. rész  | 2. rész  | 3. rész    |
| -------- | -------------------- | -------------------- | -------- | -------- | ---------- |
| 1        | Jenson Button        | Brawn-Mercedes       | 1:35.058 | 1:33.784 | 1:35.151   |
| 2        | Jarno Trulli         | Toyota               | 1:34.745 | 1:33.990 | 1:35.207   |
| 3        | Timo Glock           | Toyota               | 1:34.907 | 1:34.258 | 1:35.690   |
| 4        | Nico Rosberg         | Williams-Toyota      | 1:35.083 | 1:34.547 | 1:35.750   |
| 5        | Mark Webber          | Red Bull-Renault     | 1:35.027 | 1:34.222 | 1:35.797   |
| 6        | Robert Kubica        | BMW Sauber           | 1:35.166 | 1:34.562 | 1:36.106   |
| 7        | Kimi Räikkönen       | Ferrari              | 1:35.476 | 1:34.456 | 1:36.170   |
| 8        | Rubens Barrichello   | Brawn-Mercedes       | 1:34.681 | 1:34.387 | 1:35.651*  |
| 9        | Fernando Alonso      | Renault              | 1:35.260 | 1:34.706 | 1:37.659   |
| 10       | Nick Heidfeld        | BMW Sauber           | 1:35.110 | 1:34.769 |            |
| 11       | Nakadzsima Kazuki    | Williams-Toyota      | 1:35.341 | 1:34.788 |            |
| 12       | Lewis Hamilton       | McLaren-Mercedes     | 1:35.280 | 1:34.905 |            |
| 13       | Sebastian Vettel     | Red Bull-Renault     | 1:34.935 | 1:34.276 | 1:35.518** |
| 14       | Heikki Kovalainen    | McLaren-Mercedes     | 1:35.023 | 1:34.924 |            |
| 15       | Sébastien Bourdais   | Toro Rosso-Ferrari   | 1:35.507 | 1:35.431 |            |
| 16       | Felipe Massa         | Ferrari              | 1:35.642 |          |            |
| 17       | Nelson Piquet Jr.    | Renault              | 1:35.708 |          |            |
| 18       | Giancarlo Fisichella | Force India-Mercedes | 1:35.908 |          |            |
| 19       | Adrian Sutil         | Force India-Mercedes | 1:35.951 |          |            |
| 20       | Sébastien Buemi      | Toro Rosso-Ferrari   | 1:36.107 |          |            |

* Rubens Barrichello váltócsere miatt öthelyes rajtbüntetést kapott.

** Sebastian Vettel az ausztrál nagydíjon okozott balesetért tízhelyes rajtbüntetést kapott.

## Futam

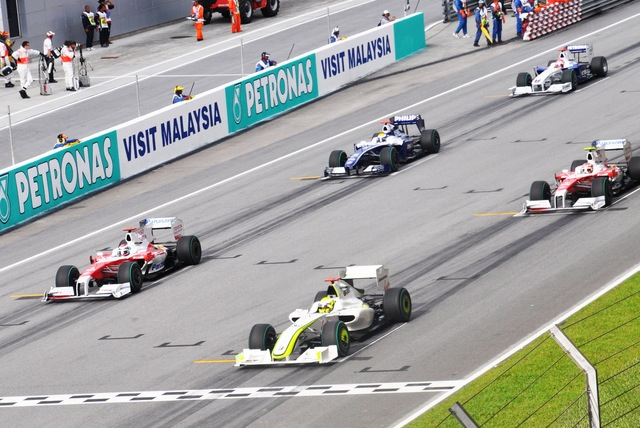
Button az első, Trulli a második, Glock a harmadik, Rosberg a 4. helyről indult

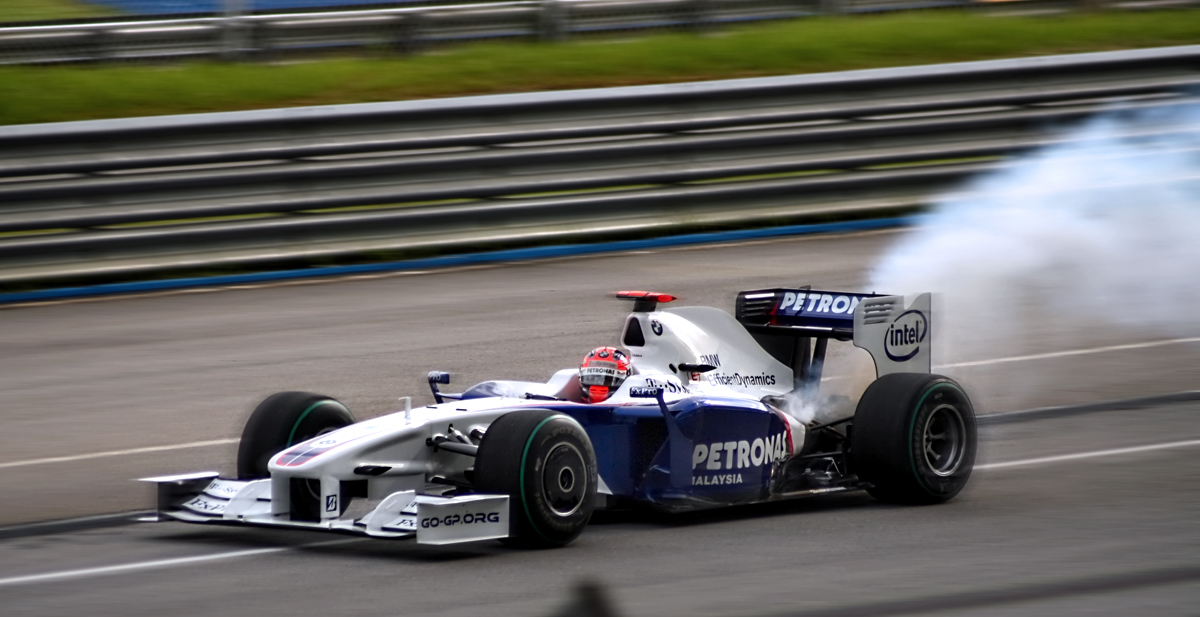
Robert Kubica BMW-je elfüstölt

A maláj nagydíj futama április 5-én, vasárnap, közép-európai idő szerint 11:00 órakor rajtolt. A szakadó eső miatt a versenyt a 33. körben megállították. Az eredményt a verseny elejétől a 31. kör végéig elért eredmény alapján számították ki, mivel a versenyszabályzat 42.8 pontja értelmében ez volt az utolsó kör, melynek eredményeit figyelembe kellett venni, és az első nyolc helyezett a teljes versenyen megszerezhető pontok felét kapta meg. Button a szezonban második győzelmét szerezte meg, és az első olyan versenyben, ahol fej fej mellett kellett küzdenie a győzelemért öt pontot szerzett. A második helyet Nick Heidfeld, míg a harmadikat a Toyota versenyzője, Timo Glock szerezte meg.
| Helyezés | Rajthely | #  | Versenyző            | Csapat/Motor         | Futott kör | Idő/Kiesés oka | Pont |
| -------- | -------- | -- | -------------------- | -------------------- | ---------- | -------------- | ---- |
| 1        | 1        | 22 | Jenson Button        | Brawn-Mercedes       | 31         | 55:30,622      | 5    |
| 2        | 10       | 6‡ | Nick Heidfeld        | BMW Sauber           | 31         | + 22,722       | 4    |
| 3        | 3        | 10 | Timo Glock           | Toyota               | 31         | + 23,513       | 3    |
| 4        | 2        | 9  | Jarno Trulli         | Toyota               | 31         | + 46,173       | 2,5  |
| 5        | 8        | 23 | Rubens Barrichello   | Brawn-Mercedes       | 31         | + 47,360       | 2    |
| 6        | 5        | 15 | Mark Webber          | Red Bull-Renault     | 31         | + 52,333       | 1,5  |
| 7        | 12       | 1‡ | Lewis Hamilton       | McLaren-Mercedes     | 31         | + 1:00,733     | 1    |
| 8        | 4        | 16 | Nico Rosberg         | Williams-Toyota      | 31         | + 1:11,576     | 0,5  |
| 9        | 16       | 3‡ | Felipe Massa         | Ferrari              | 31         | + 1:16,932     |      |
| 10       | 15       | 11 | Sébastien Bourdais   | Toro Rosso-Ferrari   | 31         | + 1:42,164     |      |
| 11       | 9        | 7‡ | Fernando Alonso      | Renault              | 30         | + 1:49,422     |      |
| 12       | 11       | 17 | Nakadzsima Kazuki    | Williams-Toyota      | 30         | +1:56,130      |      |
| 13       | 17       | 8‡ | Nelson Piquet Jr.    | Renault              | 30         | + 1:56,713     |      |
| 14       | 7        | 4‡ | Kimi Räikkönen       | Ferrari              | 30         | + 2:22,841     |      |
| 15       | 13       | 15 | Sebastian Vettel     | Red Bull-Renault     | 30         | Kicsúszás      |      |
| 16       | 20       | 12 | Sébastien Buemi      | Toro Rosso-Ferrari   | 30         | Kicsúszás      |      |
| 17       | 19       | 20 | Adrian Sutil         | Force India-Ferrari  | 30         | + 1 kör        |      |
| 18       | 18       | 21 | Giancarlo Fisichella | Force India-Mercedes | 29         | Kicsúszás      |      |
| Ki       | 6        | 5  | Robert Kubica        | BMW Sauber           | 1          | Motorhiba      |      |
| Ki       | 14       | 2‡ | Heikki Kovalainen    | McLaren-Mercedes     | 0          | Kicsúszás      |      |

* A ‡-tel jelzett autók használták a KERS-t.

## A világbajnokság élmezőnyének állása a verseny után
| H   | Versenyzők         | Pont | H   | Konstruktőrök        | Pont |
| --- | ------------------ | ---- | --- | -------------------- | ---- |
| 1.  | Jenson Button      | 15   | 1.  | Brawn-Mercedes       | 25   |
| 2.  | Rubens Barrichello | 10   | 2.  | Toyota               | 16.5 |
| 3.  | Jarno Trulli       | 8.5  | 3.  | BMW Sauber           | 4    |
| 4.  | Timo Glock         | 8    | 4.  | Renault              | 4    |
| 5.  | Nick Heidfeld      | 4    | 5.  | Williams-Toyota      | 3.5  |
| 6.  | Fernando Alonso    | 4    | 6.  | Toro Rosso-Ferrari   | 3    |
| 7.  | Nico Rosberg       | 3.5  | 7.  | Red Bull-Renault     | 1.5  |
| 8.  | Sébastien Buemi    | 2    | 8.  | McLaren-Mercedes     | 1    |
| 9.  | Mark Webber        | 1.5  | 9.  | Ferrari              | 0    |
| 10. | Lewis Hamilton     | 1    | 10. | Force India-Mercedes | 0    |

(A teljes táblázat)

## Statisztikák
Vezető helyen:
- Nico Rosberg: 15 (1-15)
- Jarno Trulli: 1 (16)
- Jenson Button: 14 (17-19 / 21-31)
- Rubens Barrichello: 1 (20)

Jenson Button 3. győzelme, 5. pole-pozíciója, 1. leggyorsabb köre.
- Brawn GP 2. győzelme.
- Jenson Button pályafutása 5. edzéselsőségét érte el, míg csapata, a Brawn GP 2009-ben sorozatban második pole-pozícióját szerezte meg.
- Jenson Button első Formula–1-es mesterhármasát (pole-pozíció, győzelem, leggyorsabb kör) itt szerezte meg.
- Ez volt az ötödik olyan verseny a Formula–1-ben, ahol a pontszerzők csak a pontok felét kapták meg. A további hasonló futamok a következők: 1975-ös spanyol nagydíj, 1975-ös osztrák nagydíj és 1991-es ausztrál nagydíj.
- Ez volt az 59. verseny, amelyet piros zászlóval megszakítottak. Ez legutóbb 2007-ben a Nürburgringen fordult elő.
- A Brawn GP lett a negyedik olyan csapat, amely az elmúlt négy évben meg tudta nyerni a sepangi futamot. 2006-ban a Renault, 2007-ben a McLaren-Mercedes, 2008-ban pedig a Ferrari diadalmaskodott.
- 55 verseny után először nem ért célba pontszerző helyen Ferrari motorral működő versenygép, míg a gyári csapat tizenhét éve nem kezdte úgy a szezont, mint 2009-ben, vagyis hogy két futam után nulla ponttal áll a bajnokságban.
- Giancarlo Fisichella a nagydíj óta áll annak a listának az élén, amely azt összesíti, hogy ki hányszor végzett az utolsó helyen futamon. 14-gyel tartja az új "rekordot", a második helyet Jonathan Palmer foglalja el 13 utolsó pozícióval.